# Malaxis rodrigueziana
Malaxis rodrigueziana är en orkidéart som beskrevs av Roberto González Tamayo. Malaxis rodrigueziana ingår i släktet knottblomstersläktet, och familjen orkidéer. Inga underarter finns listade i Catalogue of Life.